# Malhou, Louriceira e Espinheiro
Malhou, Louriceira e Espinheiro (oficialmente: União das Freguesias de Malhou, Louriceira e Espinheiro) é uma freguesia portuguesa do município de Alcanena, com 34,46 km² de área e 1633 habitantes (censo de 2021). A sua densidade populacional é 47,4 hab./km².

## História
Foi constituída em 2013, no âmbito de uma reforma administrativa nacional, pela agregação das antigas freguesias de Malhou, Louriceira, Espinheiro com sede em Malhou.

## Demografia
A população registada nos censos foi:
| Distribuição da População por Grupos Etários | Distribuição da População por Grupos Etários | Distribuição da População por Grupos Etários | Distribuição da População por Grupos Etários | Distribuição da População por Grupos Etários | Distribuição da População por Grupos Etários |
| -------------------------------------------- | -------------------------------------------- | -------------------------------------------- | -------------------------------------------- | -------------------------------------------- | -------------------------------------------- |
| Antes da agregação                           |                                              |                                              |                                              |                                              |                                              |
| Ano                                          | 0-14 anos                                    | 15-24 anos                                   | 25-64 anos                                   | >= 65 anos                                   | Total                                        |
| 2001                                         | 256                                          | 273                                          | 1020                                         | 554                                          | 2103                                         |
| 2011                                         | 215                                          | 164                                          | 962                                          | 568                                          | 1909                                         |
| Após a agregação                             |                                              |                                              |                                              |                                              |                                              |
| Ano                                          | 0-14 anos                                    | 15-24 anos                                   | 25-64 anos                                   | >= 65 anos                                   | Total                                        |
| 2021                                         | 143                                          | 166                                          | 775                                          | 549                                          | 1633                                         |